# Orthomorpha oatesii
Orthomorpha oatesii är en mångfotingart. Orthomorpha oatesii ingår i släktet Orthomorpha och familjen orangeridubbelfotingar. Inga underarter finns listade i Catalogue of Life.